# Отто Кіттель
Отто Кіттель (нім. Otto Kittel, 21 лютого 1917, Кронсдорф, біля Крнова, Сілезія — 14 лютого 1945, Дзуксте, Латвія) — німецький військовий льотчик-ас за часів Третього Рейху, обер-лейтенант (1944) Люфтваффе. Кавалер Лицарського хреста Залізного хреста з Дубовим листям‎ та мечами (1944).

## Біографія
В січні 1939 року вступив в люфтваффе. В лютому 1941 року зарахований в 2-у ескадрилью 54-ї винищувальної ескадри «Зелене серце». Учасник Німецько-радянської війни, бився в тому числі в районі Ленінграда, Волхова і Великих Лук. В 1941/42 року нічим себе не проявив (до травня 1942 мав на своєму рахунку лише 17 перемог), але потім став одним із найрезультативніших асів. 24 січня 1943 року збив свій 30-й літак, а 15 березня — 47-й. Того ж дня його літак отримав серйозні пошкодження і впав в 60 кілометрах за лінією фронту; по льоду озера Ільмень зміг вийти до своїх. 10 червня на його рахунку були 50 перемог, а в середині вересня— 1943 року збив 100-й літак. З кінця 1943 року — інструктор навчальної групи «Схід», дислокованої у Франції. З березня 1944 року — командир 3-ї ескадрильї 54-ї винищувальної ескадри на Східному фронті. Ім'я Кіттеля стало широко використовуватись нацистською пропагандою. В 1944 році потрапив у полон, але втік і після двотижневих поневірянь вибрався до своїх. Восени 1944 року ескадрилья Кіттеля опинилася в Курляндському котлі разом із великим угрупуванням групи армій «Північ». Був збитий під час атаки групи радянських винищувачів.

Всього за час бойових дій здійснив 583 бойові вильоти і збив 267 радянських літаків, посівши 4-е місце у списку німецьких асів.
Військова кар'єра
- 12 лютого 1941 — унтер-офіцер
- 19 лютого 1942 — фельдфебель
- 18 березня 1943 — обер-фельдфебель
- січень 1944 — лейтенант
- 25 листопада 1944 — обер-лейтенант